# Conjunto Histórico de Sigüenza
El Conjunto Histórico de Sigüenza es un bien de interés cultural de España, que comprende partes de la localidad de Sigüenza, en la provincia de Guadalajara.

## Descripción
El nombre de Sigüenza parece proceder del celta Secontia, pasando a ser la Segontia romana de las fuentes clásicas. Se supone que en la II Edad del Hierro la población se estableció en el Cerro Villavieja y que, tras la conquista romana, se trasladaron a la llanura. Poco se sabe de las dimensiones de la ciudad romana y visigoda, a pesar de que en este último momento Sigüenza fue sede episcopal.

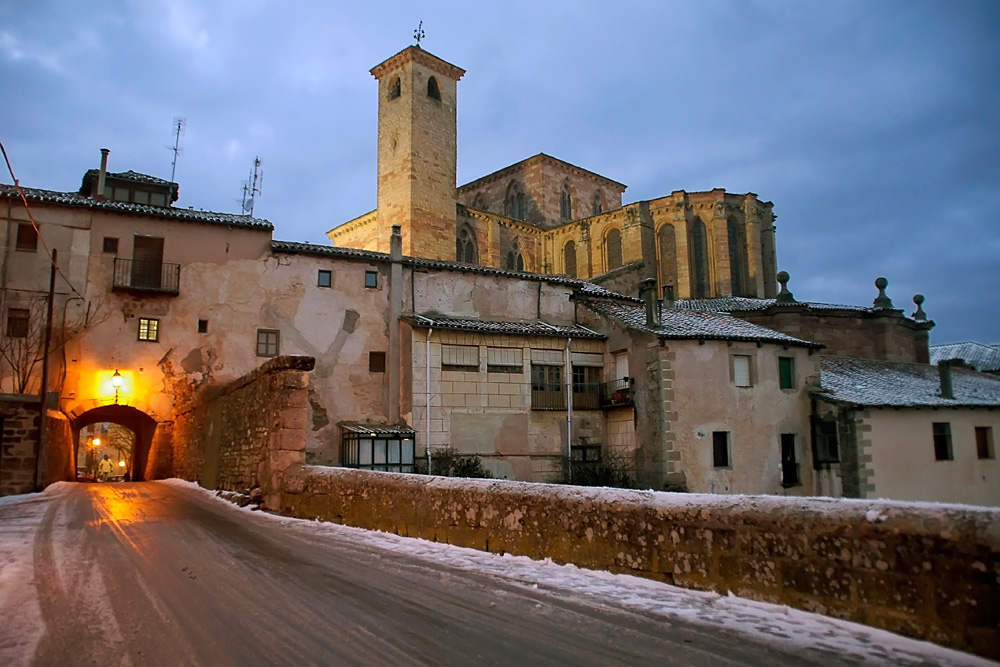
Catedral de Sigüenza

Se dice que en 1124 Bernardo de Agén, monje cluniacense, tomó la ciudad a los musulmanes, aunque no se han encontrado restos islámicos en ella. Lo cierto es que don Bernardo comenzó a construir la catedral de Sigüenza, y en torno a esta gran obra se fue aglutinando un poblado que se vino a sumar a otro existente alrededor del castillo de Sigüenza.
En 1148 existían dos recintos fortificados, el del castillo y el de la catedral, que integraban una única ciudad bajo señorío episcopal. Físicamente se distinguía una ciudad alta y civil en torno al castillo, y otra eclesiástica en torno a la catedral donde vivían los obispos hasta el siglo XIII. Las ampliaciones que las acabaron uniendo partieron del castillo hacia la catedral, prolongando los muros según se saturaban los recintos y levantando torreones para garantizar su defensa.
El obispo Cerebruno (1156-1166) amplió la muralla de la ciudad alta hasta cerca de la actual Travesaña Baja, desde la calle del Cubo, por la del Hospital hasta la actual puerta del Toril, en la Plaza Mayor, impulsando de este modo la repoblación del lugar. De esta época subsisten la Puerta del Sol, la Puerta o Arquillo de la Travesaña Baja, la Puerta del Hierro y la Puerta del portal Mayor. En el recinto catedralicio se abrió la Puerta del Campo, usada ya en el siglo XII como salida al campo desde el claustro de la catedral, defendida por la Torre del Ángel, y que sufrió numerosas reformas hasta convertirse en la puerta barroca que se conserva en la actualidad. A finales del siglo XIII los obispos se trasladaron al castillo y, a principios del siglo XIV, el obispo Simón Girón de Cisneros (1300-1326) erigió una nueva cerca en el recinto catedralicio uniendo los dos núcleos.

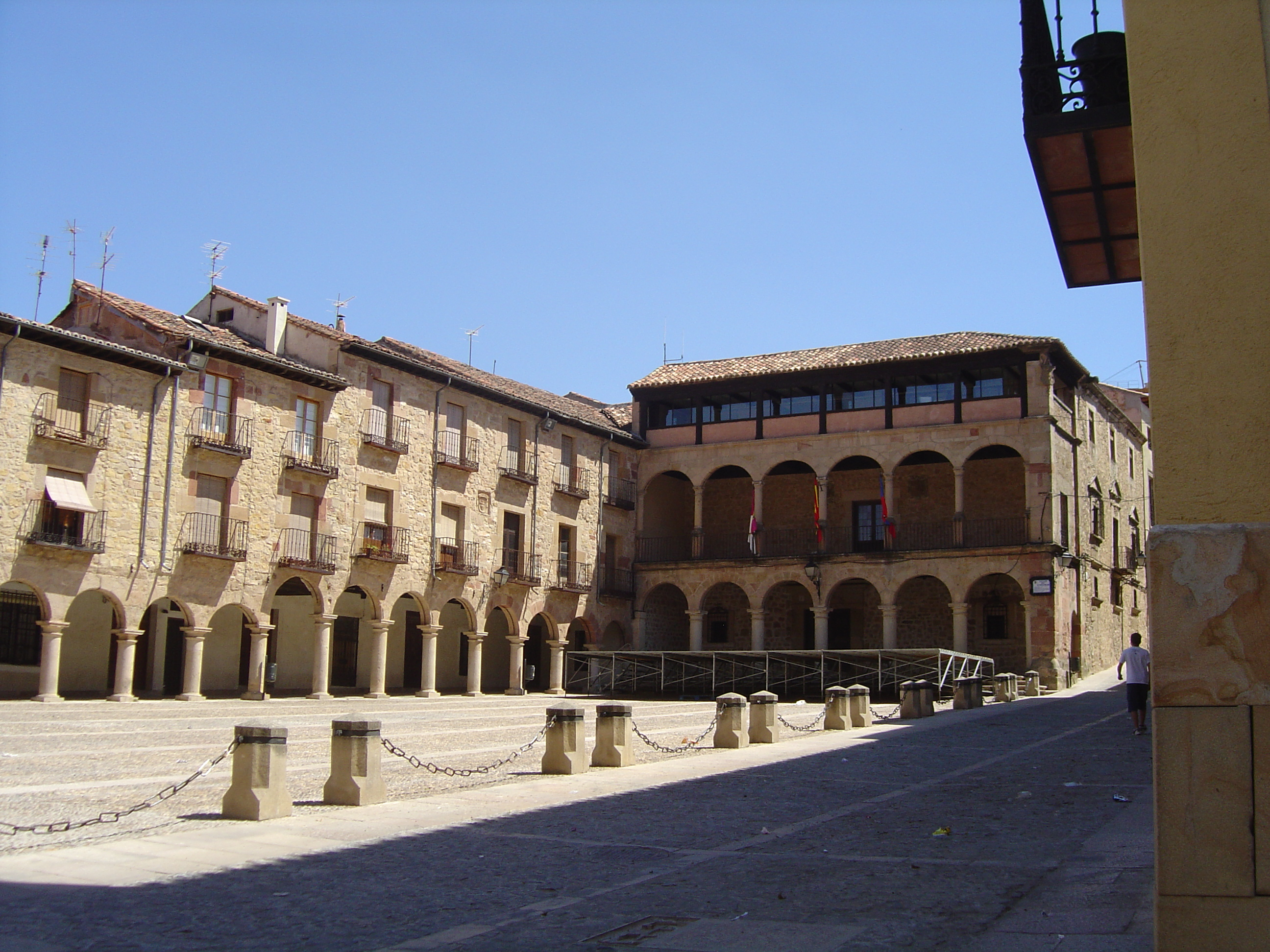
Plaza Mayor

A finales del siglo XV, el cardenal Pedro González de Mendoza derribó el tramo de la muralla catedralicia que se extendía ante su fachada sur, construyó la Casa de la Contaduría y ordenó la apertura de la Plaza Mayor que cobijaría el mercado. Es el inicio de la ciudad renacentista, núcleo evolucionado que contrasta con la ciudad alta anclada en su estructura medieval. En el siglo XVI, el obispo Bernardino López de Carvajal (1495-1511) amplía la ciudad, creando un nuevo barrio amurallado formado por las actuales calles Yedra, Cardenal Mendoza o de Guadalajara y Seminario, y prolongando la de Comedias. Para comunicar este barrio con la catedral se derriba hacia 1500 la muralla de su fachada oeste y se aprovechan sus materiales para edificar la nueva cerca que se extendía desde el Torreón del Peso hasta la Puerta Vieja de Medina.
En el siglo XVIII, bajo el señorío de Juan Díaz de la Guerra, se construyó el barrio de San Roque, con un trazado geométrico propio del urbanismo ilustrado. Aunque la catedral, el castillo y las murallas son los principales bienes patrimoniales de Sigüenza, el Conjunto atesora inmuebles muy destacados. La iglesia de Santiago, levantada por don Cerebruno a mediados del siglo XII, tiene una portada románica abocinada con siete arquivoltas decoradas con motivos geométricos y vegetales, y sirvió como templo del convento de Santa Clara anexo a ella. Frente a esta iglesia se encuentra la Travesaña Alta donde se mantiene la Casa del Doncel que fuera de los Vázquez de Arce y de los marqueses de Bedmar, del siglo XV. En la misma calle se conserva la iglesia de San Vicente, con una portada románica de cuatro arquivoltas. Al final de la calle, en la Plazuela de la Cárcel, se levanta el Palacio Consistorial de 1573. Ante la Puerta del Mercado se extiende la Plaza Mayor, un amplio espacio cuadrangular con viviendas y soportales, y el Ayuntamiento del siglo XVI.
En la calle del Seminario se encuentra el Seminario Viejo o de San Bartolomé, de mediados del siglo XVII. En el barrio de San Roque, está el convento de las Ursulinas, edificio del siglo XVI con una iglesia del XVIII. Cerrando como un cinturón este sector de la ciudad se extiende el parque de la Alameda, construido en 1804. En un extremo se encuentra la ermita del Humilladero, construcción del siglo XVI y al otro lado se levanta la iglesia de Santa María de los Huertos.
En la calle Villaviciosa se encuentra el Palacio Episcopal que en su día albergó la Universidad de Sigüenza. Continuando por la misma calle está el Seminario Mayor y la iglesia de San Jerónimo, que formaban parte del complejo universitario. Cercano a este conjunto está la iglesia de Santa María, templo construido en el arrabal en el siglo XVIII. El Museo Diocesano se encuentra frente al atrio de la catedral, en la plaza del Obispo don Bernardo, ocupando una casona del siglo XVI. El Pósito del siglo XVI, el Teatro Capitol de 1929, y el caserío bien conservado se suman al elenco monumental.

## Estatus patrimonial
El casco histórico de la localidad de Sigüenza fue declarado «Conjunto Histórico Artístico» por Decreto 1504/1965, de 20 de mayo.  En virtud de la disposición adicional primera de la Ley 16/1985, de 25 de junio, del Patrimonio Histórico Español, goza en la actualidad del estatus de bien de interés cultural, en la categoría de conjunto histórico.